# المر بوث
المر بوث (انگلیسی: Elmer Booth; ۹ دسامبر ۱۸۸۲ – ۱۶ ژوئن ۱۹۱۵) هنرپیشه اهل ایالات متحده آمریکا بود. وی بین سال‌های ۱۹۰۱ تا ۱۹۱۵ میلادی فعالیت می‌کرد.
از فیلم‌ها یا برنامه‌های تلویزیونی که وی در آن نقش داشته‌است می‌توان به دوستان اشاره کرد.